# Zăvoi
Zăvoi is een Roemeense gemeente in het district Caraș-Severin.
Zăvoi telt 3948 inwoners.